# سيميون برايس

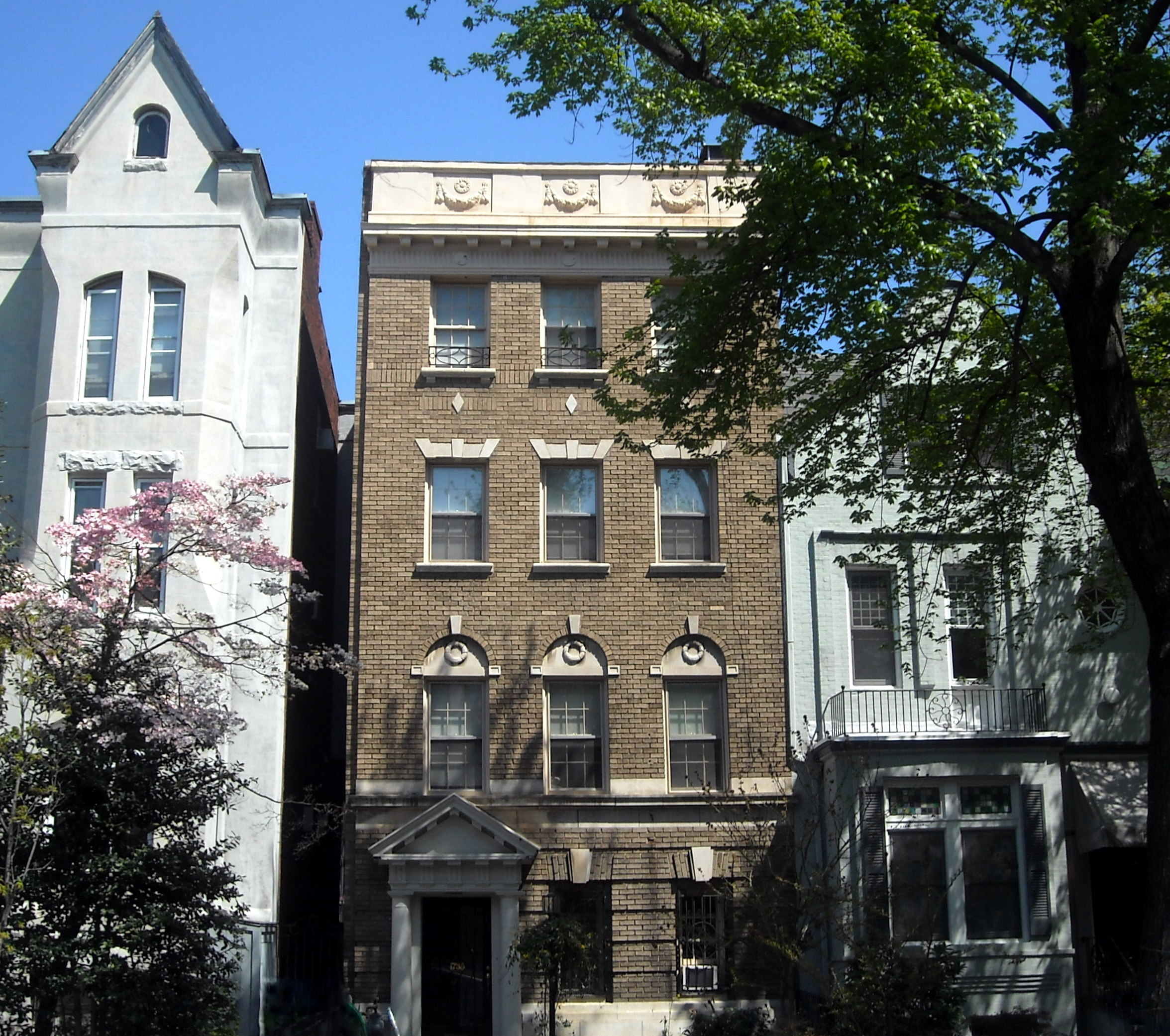
بيت القسيس (الريكتوري) التابع لأبرشية القديس توما (منذ عام 1977)، يقع في العنوان 1735 شارع 19 الشمالي الغربي، في حي دوبونت سيركل بمدينة واشنطن العاصمة.

سيميون برايس (بالإنجليزية: Simeon Price) هو لاعب غولف أمريكي، ولد في 16 مايو 1882 في سانت لويس في الولايات المتحدة، وتوفي في 16 ديسمبر 1945 في واشنطن العاصمة في الولايات المتحدة.

## وصلات خارجية
- سيميون برايس على موقع اللجنة الأولمبية الدولية (الإنجليزية)
- سيميون برايس على موقع أوليمبيديا (الإنجليزية)